# Cirrhia
Cirrhia là một chi bướm đêm thuộc họ Noctuidae.